# ألين شيري
ألين شيري (بالألبانية: Alen Sherri‏) هو لاعب كرة قدم ألباني في مركز حراسة المرمى، ولد في 15 ديسمبر 1997 في إشقودرة في ألبانيا. شارك مع منتخب ألبانيا تحت 21 سنة لكرة القدم. أما مع النوادي، فقد لعب مع نادي فلازنيا إشقودرة.

## وصلات خارجية
- ألين شيري على موقع الاتحاد الأوربي (الإنجليزية)
- ألين شيري على موقع قاعدة بيانات كرة القدم.إي يو (الإنجليزية)
- ألين شيري على موقع Soccerway.com (الإنجليزية)
- ألين شيري على موقع عالم كرة القدم.نت (الإنجليزية)